# Lukas Britschgi
Lukas Britschgi (Sciaffusa, 17 febbraio 1998) è un pattinatore artistico su ghiaccio svizzero.

## Biografia
Ha partecipato a diverse edizioni dei campionati mondiali ed europei. Ha rappresentato la Svizzera ai Giochi olimpici invernali di Pechino 2022.

## Palmarès
GP: Grand Prix; CS: Challenger Series; JGP: Junior Grand Prix
| Internazionali                                  | Internazionali | Internazionali | Internazionali | Internazionali | Internazionali | Internazionali | Internazionali | Internazionali | Internazionali | Internazionali | Internazionali |
| Evento                                          | 2014-15        | 2015-16        | 2016-17        | 2017-18        | 2018-19        | 2019-20        | 2020-21        | 2021-22        | 2022-23        | 2023-24        | 2024-25        |
| ----------------------------------------------- | -------------- | -------------- | -------------- | -------------- | -------------- | -------------- | -------------- | -------------- | -------------- | -------------- | -------------- |
| Giochi olimpici invernali                       |                |                |                |                |                |                |                | 23°            |                |                |                |
| Campionati mondiali                             |                |                |                |                | 34°            | C              | 15°            | R              | 8°             | 6°             | 12°            |
| Campionati europei                              |                |                |                |                | 31°            | 19°            |                | 11°            | 3°             | 5°             | 1°             |
| GP della Finlandia                              |                |                |                |                |                |                |                |                |                |                | 5°             |
| GP Skate Canada                                 |                |                |                |                |                |                |                |                | 7°             |                |                |
| GP Trophée Eric Bompard                         |                |                |                |                |                |                |                |                | 6°             | 4°             | 9°             |
| GP NHK Trophy                                   |                |                |                |                |                |                |                |                |                | 3°             |                |
| CS Alpen Trophy                                 |                |                |                |                | 9°             |                |                |                |                |                |                |
| CS Asian Open                                   |                |                |                |                |                |                |                | 5°             |                |                |                |
| CS Budapest Trophy                              |                |                |                |                |                |                |                |                | 2°             | 2°             | 2°             |
| CS Cup du Tyrol                                 |                |                |                |                |                |                | C              |                |                |                |                |
| CS Cup of Nice                                  |                |                |                |                |                |                |                |                |                |                | 2°             |
| CS Finlandia Trophy                             |                |                |                |                | 8°             |                |                | 8°             | 5°             | 4°             |                |
| CS Golden Spin                                  |                |                |                |                |                |                |                |                |                |                | R              |
| CS Nebelhorn Trophy                             |                |                |                |                |                |                | 8°             |                |                |                |                |
| CS Ondrej Nepela Trophy                         |                |                |                | 15°            |                |                |                |                |                |                |                |
| CS Tallinn Trophy                               |                |                | 13°            |                |                |                |                |                |                |                |                |
| CS Warsaw Cup                                   |                |                |                | 12°            |                | 6°             |                | 7°             | 3°             | 1°             |                |
| Bavarian Open                                   |                |                | 10°            | 2°             |                |                |                |                |                |                |                |
| Challenge Cup                                   |                |                |                |                | 3°             | 4°             |                |                |                |                |                |
| Cup of Nice                                     |                |                |                | 10°            |                |                |                |                |                |                |                |
| Golden Bear                                     |                |                |                | 3°             |                | 3°             |                |                |                |                |                |
| Ice Star                                        |                |                |                |                | 8°             |                |                |                |                |                |                |
| NRW Trophy                                      |                |                |                |                |                |                |                | 1°             |                |                |                |
| Sofia Trophy                                    |                |                | 2°             |                |                |                |                |                |                |                |                |
| Volvo Open Cup                                  |                |                |                |                |                | 6°             |                |                |                |                |                |
| Warsaw Cup                                      |                |                |                |                | 8°             |                |                |                |                |                |                |
| Internazionali: Junior                          |                |                |                |                |                |                |                |                |                |                |                |
| JGP Repubblica Ceca                             |                |                | 10°            |                |                |                |                |                |                |                |                |
| JGP Germania                                    |                |                | 13°            |                |                |                |                |                |                |                |                |
| JGP Lettonia                                    |                | 15°            |                |                |                |                |                |                |                |                |                |
| Bavarian Open                                   |                | 5°             |                |                |                |                |                |                |                |                |                |
| Cup of Nice                                     |                |                | 4°             |                |                |                |                |                |                |                |                |
| Leo Scheu Memorial                              |                | 5°             |                |                |                |                |                |                |                |                |                |
| Merano Cup                                      |                | 4°             |                |                |                |                |                |                |                |                |                |
| NRW Trophy                                      |                | 7°             |                |                |                |                |                |                |                |                |                |
| Nazionali                                       |                |                |                |                |                |                |                |                |                |                |                |
| Campionati svizzeri                             | 2° J           | 1° J           | 2°             | 3°             | 1°             | 1°             | C              | 1°             |                | 1°             | 1°             |
| J = Junior; R = Ritirato; C = Evento Cancellato |                |                |                |                |                |                |                |                |                |                |                |